# Mary Towne Burt
Mary Towne Burt (nascida Towne; Cincinnati, 28 de março de 1842 – Cidade de Nova Iorque, 29 de abril de 1898) foi uma reformadora do movimento da temperança americana do século XIX, editora de jornais e benfeitora do estado de Ohio. Burt foi identificada com o trabalho de temperança por quase toda a sua vida. Ela foi a primeira presidente da Auburn, em Nova Iorque, da União Feminina de Temperança Cristã, e a partir de 1882, serviu como presidente da Sociedade do Estado de Nova Iorque da União. Em 1875, ela se tornou gestora e, posteriormente, a redatora de Our Union, o órgão ligado a temas da sociedade, e em 1878–1980, foi a secretária correspondente da União Nacional. Por vários anos, Burt foi responsável pelos interesses legislativos do sindicato, e várias leis para a proteção de mulheres e meninas resultaram de seus esforços.

## Primeiros anos e educação
Mary Towne nasceu em 28 de março de 1842 em Cincinnati, estado de Ohio, de ascendência anglo-americana. Seu pai, Thomas Towne, foi alfabetizado na Inglaterra para o ministério episcopal. Ele morreu quando ela tinha quatro anos, em uma viagem de volta da Inglaterra, que ele havia visitado a negócios. Aos doze anos de idade, Burt, sua mãe e seus irmãos, uma irmã mais velha, Sra. Pomeroy de Chicago, e um irmão mais novo, mudaram-se para Auburn, em Nova Iorque.
Até os dezesseis anos de idade, frequentou as escolas públicas de Auburn. Ela então se tornou aluna do professor ML Browne, no Instituto Auburn Young Ladies'. Aqui seus talentos fizeram dela uma pessoa considerada favorita e especial, pois o professor Browne ofereceu-lhe diversas facilidades se ela permanecesse com ele, mas isso não era praticável. Sua casa, nessa época, era com seu tio, John T. Baker, que, com sua esposa, eram seus tutores.

## Carreira
Quatro anos depois de deixar a escola, ela se casou com Edward Burt, filho de um dos moradores mais antigos de Auburn. Logo depois disso, ela foi confirmada como membro da Igreja Episcopal Protestante pelo venerável Bispo Coxe. Por muito tempo, ela foi muito afastada da sociedade pela saúde frágil, e estudou sozinha na sua casa. Com a saúde do marido também debilitada, em 1872, eles passaram três meses em Nassau.

### Ativismo e editoração

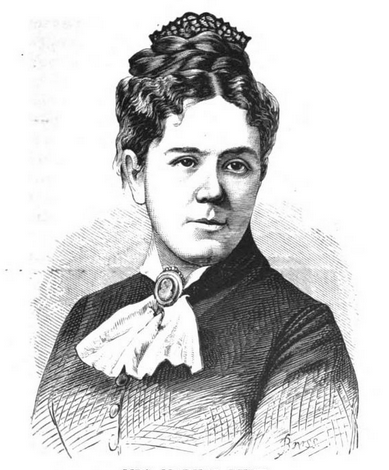
Mary Towne Burt, 1888

Quando a cruzada pela temperança varreu o país, despertou Burt, assim como milhares de outros. A temperança não era novidade para ela; seu pai e sua mãe eram ambos fortes defensores, e os princípios foram incutidos nela quando criança. Sua mãe (agora morando com ela) deu total apoio a todas as ambições de Burt. Seus esforços em prol da temperança ocorreram sem intervalo, com exceção de sete meses passados no quarto de doente de sua irmã, Sra. Pomeroy.
Ela contratou a Opera House e deu uma palestra sobre temperança, em 24 de março de 1874, presidida pelo professor Browne, seu ex-instrutor. Imediatamente depois, em Auburn, uma WCTU foi organizada e Burt foi eleita presidente, cargo que ocupou por dois anos. Quando uma convocação foi feita para um conselho nacional em Cleveland, no outono de 1874, Burt foi nomeado um dos secretários, chegando assim à frente da União Nacional em seu início. Durante o inverno de 1875, o Sr. e a Sra. Burt removido para o Brooklyn.
No outono de 1876, na convenção nacional de Newark, Nova Jérsia, ela foi eleita membro do comitê editorial da Woman's Temperance Union, o primeiro órgão oficial da união nacional. Ela foi posteriormente nomeada presidente desse comitê e primeira editora do jornal, um órgão da Woman's Temperance Publishing Association. Ao assumir, assim, um empreendimento muito caro a ela, seu sucesso provou sua qualificação para a tarefa. O jornal tinha inaugurado; foi quase um teste; não tinha capital, senão o amor e a fé da WCTU, e estava em grande parte endividado. Ela tomou conta da empresa, ampliou e melhorou o jornal de muitas maneiras, impulsionou seus interesses; e durante o ano seguinte, o número de novas assinaturas quase dobrou. Durante o ano de 1877, assumiu o cargo de editora-chefe. Por sugestão dela, foi dado ao jornal o nome Our Union, nome que manteve até sua consolidação com o Signal, de Chicago, quando passou a se chamar The Union Signal. Em Chicago, em 1877, foi eleita secretária correspondente do Sindicato Nacional, cargo que ocupou por três anos e, durante esse mandato, abriu a primeira sede do Sindicato Nacional na Casa da Bíblia, em Nova Iorque.

### Presidente da União do Estado de Nova Iorque

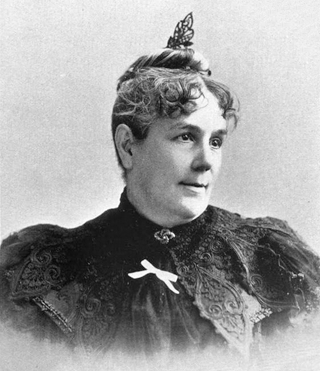
Mary Towne Burt, 1894

Burt foi identificado com o sindicato do Estado de Nova Iorque desde a sua criação. Como secretária de registro nos primeiros sete anos de sua existência, ela teve muito a ver com a definição de seus objetivos e sua política. Depois de trabalhar um ano como secretária correspondente, foi eleita presidente em 1882, na convenção em Oswego, Nova Iorque. Naquela época, o sindicato estadual tinha cerca de 3 000 membros, com apenas 13 dos 60 municípios organizados. Durante os anos de sua presidência, todos os condados restantes, exceto um, foram organizados, e o número de membros subiu para 22 000.
Em seu primeiro discurso anual, ela recomendou uma mudança na forma da comissão executiva, substituindo os três anteriormente eleitos por cédula, além dos oficiais gerais, os vice-presidentes do estado, que eram os presidentes dos sindicatos municipais. Isso mudou os números possíveis do comitê executivo de sete para 64. Outras medidas recomendadas por ela foram a publicação de um jornal estadual, a abertura da sede estadual na cidade de Nova Iorque, a garantia de uma sede permanente, a construção de um prédio no local da feira estadual em Syracuse, a criação dos departamentos de Trabalho de Resgate e Medicina para Meninas Não Alcoólicas, em homenagem aos partidos Democrata e Republicano em favor da proibição e pela emancipação da mulher, e a petição à convenção constitucional de 1894 para os dois últimos propósitos.
Durante alguns anos, foi responsável pelos interesses legislativos. Em 1885–1887, ela foi superintendente do Departamento de Pureza Social e imediatamente iniciou uma campanha para aumentar "a idade de consentimento" para meninas. Em 1887, este esforço foi bem sucedido, a legislatura elevando a idade de 10 anos para 16 anos. Em 1891–92, ela liderou o trabalho legislativo que resultou no fechamento da exposição do Estado de Nova Iorque na Feira Mundial aos domingos e na aprovação do projeto de lei proibindo o emprego de garçonetes em bares. Ela também liderou o protesto contra o projeto de lei que resultou na modificação de algumas de suas piores características.
Como organizadora, ela era infatigável. Nada a impedia de se encontrar com mulheres e explicar os métodos de trabalho de temperança, enquanto ela rapidamente selecionava aquelas mais aptas para se tornarem líderes. Ela presidiu a organização de uma grande parte dos sindicatos do condado. O conhecimento pessoal dos membros ativos assim adquiridos a ajudou muito na seleção de superintendentes e comitês, na medida em que coube ao presidente fazer tais seleções.
Em outras empresas, ela mostrou habilidade semelhante. A construção de um edifício permanente no local da feira estadual em Syracuse foi um deles, tendo em vista que a WCTU havia garantido a aprovação na legislatura estadual de uma lei que proibia a venda de bebidas alcoólicas no ambiente da feira estadual e municipal dentro sua jurisdição, cuja política mudou o caráter e a condução das feiras agrícolas em Nova Iorque. Por vários anos, Burt se interessou ativamente pelo trabalho da WCTU na feira estadual de Siracusa, o que sobrecarregou sua saúde e força física.

## Vida pessoal
Burt, com o marido e o filho, residia em Nova Iorque. Ela era membro da Igreja Episcopal dos Estados Unidos. Sua morte súbita ocorreu na cidade de Nova Iorque, em 29 de abril de 1898.

## Obras publicadas
- Discurso na vigésima segunda convenção anual, de 24 a 26 de setembro de 1895, Igreja Presbiteriana Central (em inglês), Rochester, NY (1895)